# Jat Airways
Jat Airways er det nationale flyselskab fra Serbien. Selskabet er ejet af den serbiske stat, og har hub og hovedkontor på Beograd Nikola Tesla Lufthavn i den serbiske hovedstad Beograd. Selskabet blev etableret i 1927 under navnet Aeroput, og er blandt verdens ældste flyselskaber der stadigvæk er i drift.
Jat fløj i november 2011 til 39 destinationer i Europa og Nordafrika med Boeing 737 og ATR 72 fly.

## Historie
Selskabet blev grundlagt 17. juni 1927 under navnet Aeroput. Aeroputs første internationale flyvning foregik i 1929, da et fly lettede fra Beograd med kurs mod Flughafen Graz-Thalerhof ved Graz i Østrig. I 1937 blev det gjort muligt at øge antallet af internationale ruter og selskabet fik Lockheed L-10 Electra fly i flåden. Aeroput fortsatte med at flyve indtil starten af 2. verdenskrig. Den 1. april 1947 genopstod selskabet og navnet ændret til JAT – Jugoslovenski Aerotransport, derefter til JAT Yugoslav Airlines og senest til Jat Airways i januar 2003.
Den serbiske stat har flere gange forsøgt at privatisere Jat Airways, men i 2011 var selskabet stadigvæk ejet af staten.

## Flyflåde
Jat Airways flåde består af følgende fly: (pr. 4. november 2011):